# De jongen die niet meer praatte
De jongen die niet meer praatte is een Nederlands-Koerdische film van Ben Sombogaart. Hij is gebaseerd op een scenario van Lou Brouwers. De film heeft als internationale titel The Boy Who Stopped Talking.

## Verhaal
Memo is een Koerdisch jongetje dat samen met zijn moeder en zusje in Oost-Turkije woont. Zijn vader werkt in een Nederlandse havenstad. Wanneer ook in Memo's dorp oorlog dreigt, besluit de vader hen naar Nederland te halen, zeer tegen de zin van Memo, die protesteert tegen de gedwongen verhuizing door niet meer te praten. Toch wordt hij vriendjes met boekenwurm Jeroen, op zijn manier ook een buitenstaander en de enige die accepteert dat Memo niet praat. Op een dag ziet Memo hoe Kemal, een Koerdische vriend van zijn vader, door twee mannen bedreigd wordt en zich verdedigt. Daarbij gaat het pistool af en wordt een van de belagers dodelijk geraakt.

## Rolverdeling
| Acteur                         | Personage             |
| ------------------------------ | --------------------- |
| Erçan Orhan                    | Mohammed Akkus (Memo) |
| Halsho Hussain                 | Mustafa               |
| Brader Musiki                  | Hüsnü Akkus           |
| Husna Killi                    | Fatma Akkus           |
| Louis Ates                     | Jeroen Ligthart       |
| Rick van Gastel                | Harry                 |
| Heleen Hummelen                | Inge Smeets           |
| Peter Bolhuis                  | vader Jeroen          |
| Han Kerckhoffs                 | chauffeur schoolbus   |
| Shielan Muhammad               | Rojda                 |
| Han Oldigs                     | arts                  |
| Coen van Vrijberghe de Coningh | Politieagent          |
| Lava Sulayman                  | Zin Akkus             |
| Cecil Toksöz                   | Kemal Mecan           |
| Jack Wouterse                  | Zwart                 |
| Bert Luppes                    | Politieagent          |
| Mike Libanon                   | Baas van Zwart        |
| Wil van Neerven                | Nieuwslezer           |
| Mark Kleuskens                 | Politieagent          |
| Toprak Yalçiner                | Memo's klasgenoot     |
| Elleke Vervat                  | Annette               |
| Cheyenne Tseng                 | Suzanne               |
| Afroditi-Piteni Bijker         | Memo's klasgenoot     |
| Pieter van Huis                | Memo's klasgenoot     |
| Joeri de Vrij                  | Tobias                |
| Filemon Schöffer               | Memo's klasgenoot     |
| Hessel Scheepstra              | Dirk                  |
| Ruben van den Boogert          | Lucas                 |